# Storskärs naturreservat
Storskärs naturreservat är ett naturreservat i Österåkers kommun i Stockholms län.
Området är naturskyddat sedan 1968 och är 9 hektar stort. Reservatet omfattar södra delen av ön Storskär. Reservatet består av tallskog och lövskog.